# Звонец (Гомельская область)
Звоне́ц (бел. Зване́ц) — агрогородок, центр Звонецкого сельсовета Рогачёвского района Гомельской области Беларуси.

## География

### Расположение
В 40 км на северо-восток от районного центра и железнодорожной станции Рогачёв (на линии Могилёв — Жлобин), 97 км от Гомеля.

## Транспортная система
На шоссе Могилёв — Гомель. Планировка состоит из прямолинейной улицы, близкой к меридиональной ориентации (по обе стороны шоссе), на запад от которой проходят 2 изогнутые, почти параллельные между собой улицы, соединённые из главной короткой прямолинейной улицей. Застройка двусторонняя, деревянная, усадебного типа.

## Этимология
Вероятно, название произошло от ручья Звончанка (Звонец), левого притока Днепра.
По одной из версий, «Звонец» (колокол) был установлен на стыке границ 4 княжеств: Черниговского, Туровского, Смоленского и Полоцкого. Данный населенный пункт был местом встреч князей для урегулирования пограничных вопросов в XI—XII веках.

## История

### В составе Великого Княжества Литовского
Согласно письменным источникам известна с XVI века как деревня в Речицком повете Минского воеводства Великого княжества Литовского, шляхетская собственность: в 1563 году трём полоцким шляхтичам вместо занятых московскими войсками владений, временно, отданы из состава Рогачевского староства Звонец и Хлобин (наст. Жлобин ?).
В 1663 году Станкевич, 2-я жена скарбника речицкого Григория Ивановича Вищинского, отдала в залоговое владение имение Звонец подчашему гроденскому Зеновичу. В 1675 году Ян-Казимир Вищинский, сын Григория Ивановича, получил в наследство имения Звонец, Довск, Борхов Речицкого повета.
В 1696 году селение в приходе Рогачёвской замковой церкви.
В 1713 году Звонец относился к владениям речицкого подкомория Антония Казимира Юдицкого.

### В составе Российской империи
После 1-го раздела Речи Посполитой (1772 год) в составе Российской империи. Владение Христофора Антоновича Пузыны (из Козельских) и его жены Марии (дочь Михаила Антоновича Юдицкого), в 1777 году — 217 крестьян.
В первой половине XIX века некоторое время имение Ефимово (с прилегающими деревнями Звонец, Волосовичи, Ямное, Гута и прочими) принадлежало помещикам Жуковским (возможно, приобрели у Юдицкого), но они заложили его за долги, выкупить не смогли, и оно было передано жене генерал-майора Вищинского Екатерине Иосифовне (Юдицкой), которая продала его помещикам Борисевичам. Новые помещики ввели строгое управление, ухудшили для приобретенных крепостных условия пользования земельными ресурсами.
В 1824 году произошли волнения крестьян в связи с притеснениями владельцев деревни помещиков Борисевичей. Крестьяне в числе 100 человек подали жалобу на Борисевичей могилевскому губернатору Бажанову, в которой просили «обороны от угнетения Борисевичей и избавления их от голода». Положение крепостных еще больше ухудшилось, когда Борисевичи узнали об этих жалобах. После чего сговорившиеся крестьяне собрались у поместья Ефимово со своими требованиями. Для разгона собравшихся помещиками были вызваны земская полиция и солдаты. Публичное наказание обвиненных в бунте наиболее активных крестьян было организовано в Звонце, куда для назидания были согнаны крепостные со всех владений Борисевичей. Осужденные после порки отправлялись на каторжные работы в Сибирь. Крестьяне составили письмо с жалобой уже на имя царя и в тайне отправили от себя трех посыльных в Петербург. До Петербурга они добрались, но там были арестованы и отправлены назад с распоряжением наказать их. Рогачевский уездный суд присудил каждому из пойманных 25 ударов кнута и ссылку в Сибирь на каторжные работы (за самовольность и непослушание внушениям начальства).
В 1850 году рядом с деревней прошло шоссе Санкт-Петербург — Киев.
Согласно ревизских материалов 1859 года Звонец во владении помещика Ермилия Дементьевича Борисевича и наследницы покойного помещика губернского секретаря Стефана Леонтьевича Борисевича малолетней дочери его Марии Степановны Борисевич, которой «в 1856 году имение досталось по завещанию отца, а ему в 1838 году по раздельному акту с братьями Дементием, Федором, Антоном [сыновья Леонтия Борисевича]». В 1864 году Гуты и Звонец — владения малолетней помещицы Марии Степановны Борисевич (опекун инженер подполковник Дунин).
В 1886 году в Довской волости Рогачёвского уезда Могилёвской губернии. В 1896 году действовали хлебозапасный магазин (с 1880 года) и школа.
В 1909 году Звонецкому сельскому обществу (172 двора, 1123 жителей) принадлежало 2502 десятины земли, церковно-приходская школа (размещалась в наёмном крестьянском доме). Деревня относилась к приходу Шапчицкой Рождество-Богородицкой церкви (село Шапчицы).

### Советский период
С 20 августа 1924 года центр Звонецкого сельсовета Журавичского, с 8 июля 1931 года Быховского, с 5 декабря 1931 года Рогачёвского, с 12 февраля 1935 года Довского, с 5 апреля 1935 года Журавичского, с 17 декабря 1956 года Рогачёвского районов Могилевской (до 26 июля 1930 года) округа, с 20 февраля 1938 года Гомельской области.
В ходе программы коллективизации сельского хозяйства в 1929 году образован колхоз «Коммунар».
5 жителей погибли в советско-финскую войну. Во время Великой Отечественной войны в 1942 году деревню частично сожгли немецкие оккупанты. В ноябре 1943 года они сожгли еще 44 двора и убили 12 жителей[прояснить].
В конце ноября 1943 года на линии фронта у деревни Звонец вели бои по сдерживанию советского наступления части 55-го армейского корпуса 9-й немецкой армии. В ночь с 1 на 2 декабря 1943 года при отступлении немецких войск были сожжены 52 дома, школа, 3 мельницы, здание сельсовета, 11 сараев с 40 т. зерна. В эту же ночь акту жестокого насилия (истязаниям и убийству) подверглась семья Щербаковых в числе 8 человек (включая малолетних детей).

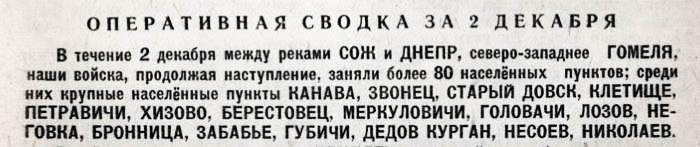
Оперативная сводка Советского информбюро за 2 декабря 1943 года. Занятие советскими войсками д. Звонец.

2 декабря 1943 года деревня Звонец была освобождена от немецкой оккупации с подходом к Днепру 269-й стрелковой дивизии 41-го стрелкового корпуса 3-й армии Белорусского фронта.
На фронтах и в партизанской борьбе погибли 178 жителей, память о них увековечивает скульптурная композиция, установленная в 1968 году в центре деревни.
Согласно переписи 1959 года 993 жителя.
С 1963 года центр совхоза «Большевик», который 31 июля 2000 года преобразован в КСУП «Звонец» (ликвидирован 31 декабря 2008 года). Имеются 9-летняя школа, Дом культуры, библиотека, детские ясли-сад, отделение связи, магазин.
В состав Звонецкого сельсовета входил до 1966 года посёлок Лубзавод (не существует).

### Современный период
В 2011 году деревня Звонец преобразована в агрогородок.

## Население
- 1777 год — 217 жителей
- 1886 год — 109 дворов, 542 жителя
- 1896 год — 146 дворов
- 1909 год — 172 двора, 1123 жителя
- 1940 год — 331 двор, 1303 жителя
- 1959 год — 993 жителя (согласно переписи)
- 2004 год — 252 хозяйства, 638 жителей
- 2019 год — 229 хозяйств, 526 жителей[13]

## Галерея

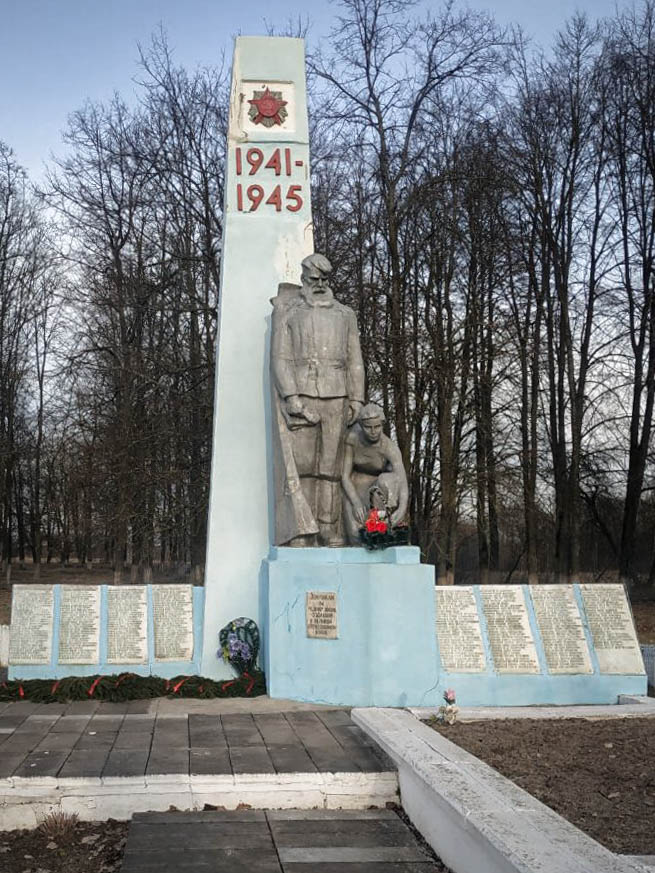
Мемориал землякам, погибшим в годы ВОВ